# ديف إل. ريد
ديف إل. ريد (بالإنجليزية: Dave L. Reed)‏ هو سياسي أمريكي، ولد في 6 مارس 1978 في الولايات المتحدة. حزبياً، نشط في الحزب الجمهوري. وقد انتخب عضو مجلس نواب بنسيلفانيا.

## وصلات خارجية
- الموقع الرسمي